# Club Atlético Boca Juniors
Club Atlético Boca Juniors este o echipă de fotbal din Argentina care evoluează în Primera División Argentina. Își are sediul în cartierul La Boca din capitala Argentinei, Buenos Aires, iar meciurile de pe teren propriu le dispută pe Estadio Alberto J. Armando, cunoscut mai bine sub porecla La Bombonera. Principala rivală pentru Boca Juniors este River Plate, meciul dintre cele două fiind cunoscut sub denumirea El Superclasico.

## Istoric
Boca Juniors deține, alături de AC Milan, recordul pentru cele mai multe trofee internaționale: 18. Argentinienii au câștigat de trei ori Cupa Intercontinentală, de șase ori Copa Libertadores, de patru ori Recopa Sudamericana, de două ori Copa Sudamericana, o dată Copa Oro, o dată Supercopa Sudamericana și o dată Supercopa Masters.
Este cea mai de succes echipă de fotbal din Argentina, după ce a câștigat 51 de titluri oficiale la nivel național și internațional. Cel mai recent titlu oficial este obținut în 2022. Este de asemenea,una din cele opt echipe care au câștigat tripla CONMEBOL (celelalte fiind Olimpia, Saõ Paulo, Independiente, Vélez Sársfield, Cruzeiro, Internacional și LDU Quito). A fost clasată în Clasamentul IFFHS de șase ori pe locul întâi (mai ales în timpul mandatului antrenorului Carlos Bianchi).
Clubul a fost fondat pe 3 aprilie 1905 de cinci imigranți italieni.
Academia de tineret a produs mulți jucători care ulterior au ajuns la echipa națională, cum ar fi Nicolás Burdisso, Carlos Tevez, Ever Banega și Fernando Gago, care au jucat sau joacă pentru cluburi europene de top.

## Lotul actual
La 17 august 2024. 
| Nr. |           | Poziție | Jucător               |
| --- | --------- | ------- | --------------------- |
| 1   | Argentina | P       | Sergio Romero         |
| 2   | Argentina | F       | Cristian Lema         |
| 3   | Uruguay   | M       | Marcelo Saracchi      |
| 4   | Argentina | F       | Nicolás Figal         |
| 5   | Chile     | M       | Gary Medel            |
| 6   | Argentina | F       | Marcos Rojo (căpitan) |
| 7   | Argentina | A       | Exequiel Zeballos     |
| 8   | Argentina | M       | Guillermo Fernández   |
| 9   | Argentina | A       | Milton Giménez        |
| 10  | Uruguay   | A       | Edinson Cavani        |
| 11  | Argentina | M       | Lucas Janson          |
| 12  | Argentina | P       | Leandro Brey          |
| 13  | Argentina | P       | Javier García         |
| 15  | Argentina | F       | Nicolás Valentini     |
| 16  | Uruguay   | A       | Miguel Merentiel      |
| 17  | Peru      | F       | Luis Advíncula        |
| 18  | Columbia  | F       | Frank Fabra           |
| 19  | Argentina | M       | Agustín Martegani     |
| 20  | Argentina | M       | Juan Ramírez          |
| 22  | Argentina | M       | Kevin Zenón           |
| 23  | Argentina | F       | Lautaro Blanco        |

| Nr. |           | Poziție | Jucător                                    |
| --- | --------- | ------- | ------------------------------------------ |
| 30  | Argentina | M       | Tomás Belmonte                             |
| 33  | Argentina | A       | Brian Aguirre                              |
| 34  | Argentina | F       | Mateo Mendía                               |
| 35  | Argentina | A       | Valentino Simoni                           |
| 36  | Argentina | M       | Cristian Medina                            |
| 37  | Argentina | P       | Sebastián Díaz Robles                      |
| 38  | Argentina | F       | Aaron Anselmino (împrumutat de la Chelsea) |
| 39  | Argentina | M       | Vicente Taborda                            |
| 40  | Argentina | F       | Lautaro Di Lollo                           |
| 41  | Argentina | A       | Iker Zufiaurre                             |
| 42  | Argentina | F       | Lucas Blondel                              |
| 43  | Argentina | M       | Milton Delgado                             |
| 44  | Uruguay   | A       | Ignacio Rodríguez                          |
| 45  | Argentina | M       | Mauricio Benítez                           |
| 46  | Argentina | M       | Juan Cruz Payal                            |
| 47  | Argentina | M       | Jabes Saralegui                            |
| 48  | Argentina | F       | Dylan Gorosito                             |
| 50  | Argentina | M       | Julián Ceballos                            |
| 51  | Argentina | M       | Santiago Dalmasso                          |
| 52  | Argentina | F       | Walter Molas                               |

## Internaționali importanți

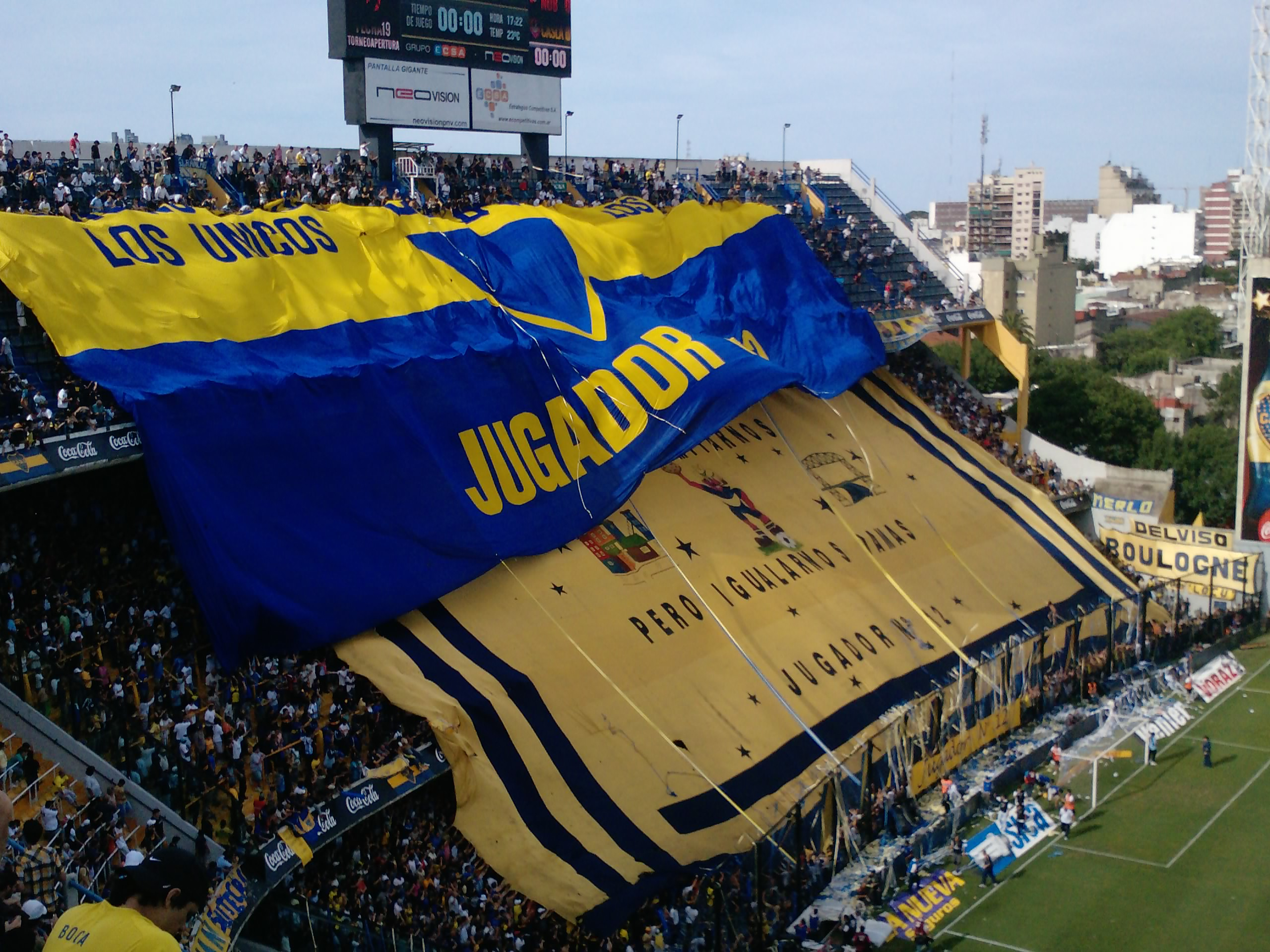

Roberto Cherro
Mario Evaristo
Ramon Muttis
Carlos Peucelle
Pedro Suarez
Ernesto Albarracin
Angel Grippa
Arcadio Lopez
Juan Francisco Lombardo
Julio Musimessi
Federico Edwards
Eliseo Mouriño
Antonio Roma
Silvio Marzolini
Antonio Rattin
Alberto Gonzalez
Carmelo Simeone
Alfredo Rojas
Alberto Tarantini
Diego Maradona
Julio Olarticoechea
Carlos Tapia
Juan Simon
Alejandro Mancuso
Oscar Cordoba

## Golgheteri
1. Martín Palermo (1997–2001; 2004–2011) 236 de goluri
2. Roberto Cherro (1926–1938) 221 de goluri
3. Francisco Varallo (1931–1939) 194 de goluri
4. Domingo Tarasconi (1922–1932) 193 de goluri
5. Jaime Sarlanga (1940–1948) 128 de goluri
6. Mario Boyé (1941–1949; 1955) 124 de goluri
7. Delfín Benítez Cáceres (1932–1938) 115 goluri

## Palmares

### Intern (45)

#### Campionatul Argentinei (35)
- Amatori (6): 1919, 1920, 1923, 1924, 1926, 1930

- Profesionism (29): 1931, 1934, 1935, 1940, 1943, 1944, 1954, 1962, 1964, 1965, 1969 (Nacional), 1970 (Nacional), 1976 (Metropolitano), 1976 (Nacional), 1981 (Metropolitano), 1992 (Apertura), 1998 (Apertura), 1999 (Clausura), 2000 (Apertura), 2003 (Apertura), 2005 (Apertura), 2006 (Clausura), 2008 (Apertura), 2011 (Apertura), 2015, 2016/17, 2017/18 (Superliga), 2019–20, 2022

#### Cupa naționale (13)
- Amatori (6): Copa Carlos Ibarguren 1919, Copa Carlos Ibarguren 1923, Copa Carlos Ibarguren 1924, Copa Competencia 1925, Campeonato de Honor 1925, Copa Estímulo 1926

- Profesionism (7): Copa Carlos Ibarguren 1940, Copa Carlos Ibarguren 1944, Copa Competencia George VI 1946, 1969 (Copa Argentina),  2011/12 (Copa Argentina),  2014/15 (Copa Argentina), 2019–20

### Internațional (22)

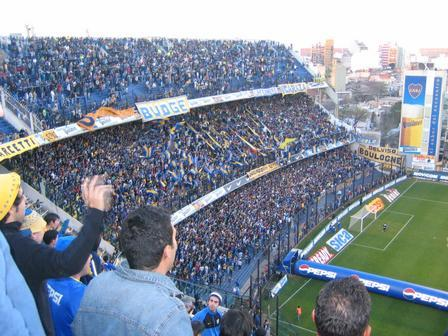
Suporterii echipei Boca Juniors

- Cupa Intercontinentală (3): 1977, 2000, 2003
- Copa Libertadores (6): 1977, 1978, 2000, 2001, 2003, 2007
- Copa Sudamericana (2): 2004, 2005
- Supercopa Sudamericana (1): 1989
- Recopa Sudamericana (4): 1990, 2005, 2006, 2008
- Copa Master de Supercopa (1): 1992
- Copa de Oro Sudamericana (1): 1993
- Copa Competencia (1): 1919
- Copa de Honor Cousenier (1): 1920
- Copa Confraternidad Escobar-Gerona (2): 1945, 1946